# ماتسودا ۹۲۲۹
سیارک ۹۲۲۹ (به انگلیسی: 9229 Matsuda، نامگذاری:1996DJ1) نه هزار و دویست و بیست و نهمین سیارک کشف شده‌است که در ۲۰ فوریه ۱۹۹۶ کشف شد.
قدر مطلق سیارک برابر ۲۸.۲ است.